# فرناندو اورسی
فرناندو اورسی (انگلیسی: Fernando Orsi؛ زادهٔ ۱۲ سپتامبر ۱۹۵۹) بازیکن فوتبال اهل ایتالیا است.
از باشگاه‌هایی که در آن بازی کرده‌است می‌توان به باشگاه ورزشی لاتزیو، باشگاه فوتبال پارما، باشگاه فوتبال آ.اس. رم، باشگاه فوتبال روبور سیه‌نا، و باشگاه فوتبال اتلتیکو آرتزو اشاره کرد.